# 天才寶貝
《天才寶貝》（日語：赤ちゃんと僕）是羅川真里茂的少女漫畫作品，在白泉社《花與夢》1991年11號到1997年14號刊載。單行本全18卷。第40回小學館漫畫獎獲獎作品。動畫版在台灣曾於1996年由中都卡通台播映，2000年則於香港亞視播出，港譯名為《BB與我》。

## 劇情簡介
故事描述了榎木三父子在失去母親後所度過的日常生活。
母親因為意外過世，正在就讀小學的榎木拓也除了要應付學業之外，還要兼職妈妈的角色來照顧還是個寶寶的弟弟-榎木實。
榎木實非常喜歡哥哥，但是身為哥哥的榎木拓也卻是對弟弟又愛又恨。由於榎木實還小不懂事，所以會經常對哥哥撒嬌，更是動不動就會大哭！
雖然如此，但是倆兄弟的感情也是不錯，感人的兄弟之情！

## 登場角色

### 榎木家
榎木拓也（聲：山口勝平／台灣配音員：李明幸／香港配音員：譚淑英）
主角。榎木家的長子。10月10日出生的A型，熊之井市立紅南小學的學生。5年2班→6年2班。跨過母親死亡的悲傷，作為實的哥哥應該支撐的家，每天奮鬥。頭腦明晰·眉目秀麗·體育萬能，很受女生歡迎，不過對戀愛的事感覺極為遲鈍。是盡力一本正經性格，不過牽涉到家族和家庭的事就會失去理智。平日很溫柔，但一生氣就變得很恐怖。擅長任何運動（除長距離馬拉松外）。不擅長美術。
榎木實（聲：坂本千夏／台灣配音員：汪世瑋／香港配音員：吳小藝）
榎木家的次子，拓也的弟弟。8月17日出生，B型。是第二向日葵保育園熊組的保育托兒所的兒童。愛慕哥哥。愛哭任性的性格，屢次讓哥哥難堪。很受保育園女孩歡迎。喜歡的東西是熊和洗濯戰隊泡沫5超人。非常討厭妖怪。因車禍重傷時，被母親從黃泉拉回現世。
榎木春美（聲：宮本充／台灣配音員：李香生／香港配音員：黃志成）
拓也和小實的父親。4月28日出生，B型。在軟件生產公司工作的情報處理專家課長。曾經在美國留學，會說英語。英文聽力率80％。有意外和端整的娃娃臉。時常草包微妙的癡呆，成一曰天然。21歲的大學生時由於父母死於巴士上的交通意外，在失意的時候遇見由加子。受公司的女性下屬歡迎，不過本人仍然愛慕由加子。
榎木由加子（聲：渡邊美佐／台灣配音員：常菁／香港配音員：龍德瓊）
拓也和小實的母親。舊姓早川。血液型は不明だがA型『A型なら100%AO型』かAB型。小學生時由於父母死於飛機意外，被母親的哥哥夫婦領養。後來從叔父家出走，18歲在飯廳打工時遇到春美，之後奉子成婚。在拓也小學5年級時意外被車撞倒當場死亡。從連載當初開始已經故人，只有回想與過去編登場。

### 後藤家
後藤正（聲：龜井芳子／台灣配音員：龍顯蕙／香港配音員：姜麗儀）
拓也的同班同學，也是他的摯友。O型。個性開朗，不過卻不喜歡照顧妹妹。
後藤浩子（聲：黒田由美→津村真琴／香港配音員：姜麗儀）
小正的妹妹。O型。她和小正都有遺傳自爸爸的臉，喜歡跟她同班的小實。
後藤正吉（聲：櫻井敏治）
小正的爸爸。O型。經營後藤酒鋪。
後藤真美（聲：叶木翔子）
小正的媽媽。A型。與丈夫一起經營酒鋪。
後藤正久
正吉的哥哥。靜岡縣居住的農家。
後藤光（聲：京田尚子）
正久和正吉兄弟們的母親。正和浩子的祖母。正久與正吉與正與浩子是後藤家的子孫，全家族的人遺傳到她的臉。玉石館的祖母犬和猿的關係。與長子正久同居。
後藤正太郎（聲：小室正幸）
正久和正吉兄弟們的父親。正和浩子的祖父。年輕的時候是個美男子。與長子正久同居。

### 藤井家
藤井昭廣（聲：結城比呂／台灣配音員：汪世瑋／香港配音員：劉昭文）
藤井家的次男（6兄弟姐妹中排第4）。B型。拓也的同班同學。性格冷漠，感覺難以觸摸，很受女生歡迎。兄姐們、一加和正樹都很會給他帶來麻煩，在兄弟姐妹中雖然是小學生，但每天過著像管理人員般的生活。一加曰「相當的遊戲發燒友」。
藤井一加（聲：金井美香／台灣配音員：龍顯蕙）
藤井家的三女（6兄弟姐妹中排第5）。排行第五的么女。第二向日葵保育園象組。因為喜歡小實而常與浩子吵嘴。健談，任性早熟。當自己的陰謀詭計屢次失敗時把弟弟（正樹）都捲進來。
藤井正樹（聲：奧島和美／台灣配音員：常菁）
藤井家的三男（6兄弟姐妹中排第6）。老么。A型。健談，說話時會帶很有趣的尾音。順從姐姐（一加）。
藤井明美（聲：渡邊美佐）
藤井家的長女（6兄弟姐妹中排第1）。大學生。一手承擔全部家務，發怒時很可怕。有男朋友。
藤井友也（聲：岩田光央／香港配音員：呂永林）
藤井家的長男（6兄弟姐妹中排第2）。B型。高中生。熊之井中學時代是受歡迎的風雲人物。有女朋友（名字和臉都未登場）。）
藤井淺子（聲：岡村明美）
藤井家的次女（6兄弟姐妹中排第3）。就讀熊之井中學。也許因為是不是在兄弟姐妹中這個立場很好地走來走去，性格在一家之中最冷漠。藤井家第一最不關心其他兄弟姐妹。對延和有好感。
藤井勇男（聲：牛山茂）
6兄弟姐妹的父親。大學的副教授。最喜歡的休閒是看書（此外沒有其他嗜好）。學生時代的綽號是「書蟲」。
藤井惠美子（聲：香港配音員：徐愛貞）
6兄弟姐妹的母親。小說家。因為很忙，所以家務都由長女（明美）擔任。

### 木村家
木村源一（聲：龜山助清／香港配音員：周永光）
成一的父親。是50代的會邊聽音樂邊跳舞邊去上班，活力充沛的中年人。
木村太太（聲：堀越真己）
成一的母親。50代。與丈夫同心，穿飄飄的粉紅住宅系的的服裝。比丈夫大。成一曰好管閒事。
木村成一（聲：置鮎龍太郎／台灣配音員：張文俊／香港配音員：陳廷軒）
西餐菜店的烹調人→廚師。23歲。原不良，高中退學（中學畢業）。與父母吵嘴離家出走，不過為了設法孩子的手術費用，向父母低頭（動畫片回來了的理由不同）。從前欺負著拓也，不過離家出走的時候對拓也說「下次回來的時候，我會變成不同的我，所以把以前的我忘掉吧！」（那個原因讓拓也完全忘記了成一）。以前是個賭博迷，喜歡玩柏青哥和賽馬等。
木村智子（聲：根谷美智子／香港配音員：曾佩儀）
成一的妻子。O型。舊姓望月。比成一大兩歲（25歲）。寬宏大量的性格，跟婆婆的關係也好。體重是52kg與少許豐滿，胸大。近視。
木村太一（聲：龜井芳子）
成一和智子夫婦的長子，嬰兒。與父親相似。非常無表情、都沒有胡亂的事懊悔的事和笑的事。突然的哭聲像怪獸。

### 森口家
森口仁志
拓也的同班同學。喜歡畫漫畫和畫的事。和昭廣關係良好。擔任小學的兒童會的會長，很受女生和下級生歡迎。
森口廣嗣
仁志的父親。零食的店長。化妝，說女性言詞。心是男性的情況。
森口文子
仁志的母親。女警察。部下曰耿直的人。
森口音子
仁志的祖母，討厭大女人和小孩子。由於相當討男人喜歡，非常喜歡美少年。
森口廣幸
在H島開設民間旅館，廣嗣的弟弟。
森口綠
廣幸的妻子。
森口海子
廣嗣的姐姐。
森口空子
廣嗣的姐姐。

### 紅南小學校

#### 2班
松本先生（聲：家中宏）
2班的導師。
寛野光
松本老師住院了的時候，擔任2班的代理導師。
玉館時男（聲：坂本千夏）
AB型。
竹中七海（聲：岡村明美）
像女孩子娃娃臉一樣的少年。
深谷品子（聲：根谷美智子）
對拓也有好感。A型。
中題公美
品子的朋友。挑長相。
平井果子（聲：松浦有希子）

萌（聲：柳原美和）

希美（聲：黒田由美）

日影秀

#### 2班以外
廣瀨努（聲：奧島和美）
1班。父親是漫畫家。有著像女性一樣的漂亮的臉，不過嘴巴很壞。
中西亞由子
1班。對拓也有好感的美少女。思想過度偏激。
熊出充
1班。A型。對亞由子有好感。
村田兄弟
1班。和熊出充關係好的雙胞胎。本名不明。
藤原幸夫
1班。
槍溝愛（聲：金丸日向子）
3班的班長。O型。又酷又驚奇的性格。有叫逆性騷擾觸摸男生屁股的癖性，偶然都對同性性騷擾也做。對拓也有好感。正的初戀對象。
大久保俊文
3班。高個子的體育少年。很受女生歡迎。
宮前裕多
4班。
河之内直樹
4班。姿容不太好，不過很有噱頭的感覺，很受女生歡迎。

### 第二向日葵幼稚園
向井洋二（聲：牛山茂）
園長。喜歡小孩子（好像挑長相）。多數有神秘的經歷。太陽鏡商標。取下太陽鏡的話好像姿容端麗，不過平素的面孔全部沒被說出。思想過度偏激，一有煩惱便馬上消瘦。
真由美老師（聲：岡村明美／香港配音員：徐愛貞）
保母。
瞳老師（渡邊美佐→永田亮子）
保母。
小林老師（聲：小宮和枝）
老手的保姆。因為非常有威嚴，往往一般認為她是園長。
昌君（聲：奧島和美→松浦有希子）
象組的托兒所的兒童。
日影學
日影秀的弟弟。曾受哥哥索唆使欺負小實。

### 軟件生產公司
江戸前秋生（聲：鈴木琢磨／香港配音員：劉昭文）
春美的部下。O型。當代的年輕人。單戀和美，單方面地把春美做對手看待。拓也曰「平時愛欺負」。
大森和美（聲：根谷美智子／香港配音員：曾佩儀）
春美的部下。A型。單戀春美，每天瞄準著妻子的座位。
山口（聲：坪井智浩）
春美的部下。發言不多正經的公司職員。對江戶前等的逗哏角色。不擅長英語會話、幽靈和妖怪。
山崎部長
春美的上司。為平松們B隊感到棘手著。
安西律子
總務部主任局。
平松
開發B隊所屬的OL。大多浪費在備品上，工作進度緩慢。
大谷（聲：金井美香）
和春美同樣的公司職員，成為拓也與實的母親代理，和與有拓也相同年紀小孩的男性結婚。

### 其他
朝日勇貴（聲：家中宏）
春美的學友兼好友，後來成為醫生。成為了支援榎木家的人。
春日淳
疾實的父親。過去被母親虐待著，沒去幫助疾實。經過春美和成一的勸告後開始配合育兒。
春日史穗
疾實的母親。19歲。長相可愛的女性。不能依靠朋友和丈夫，成為育兒神經過敏，對疾實舉起了手。經過拓也和智子的勸告後恢復。
春日疾實
淳・史穗夫妻的長男。六個月大。
公治（聲：石川英郎）
A型。
幸子（聲：遠藤都子）

小幸子

坂卷延和

帖布拉斯基

貓（聲：櫻井敏治）

向井公一（聲：稻葉實／香港配音員：梁志達）

桃垣千廣

克里斯都分・魯賓遜

詹妮弗・魯賓遜

哈利·魯賓遜

矢部光太

明

勇作

道雄

飯塚孝之

菊子（聲：川田妙子）
梅子的表妹。在木材放置處意外死的女孩。因心裡不原諒哥哥而不能成佛，在因病躺下了的拓也的枕邊出現了。再者，難對付妖怪的實，不過不會是不是對過分現實的緣故害怕。
正臣（聲：山口勝平）
菊子的哥哥。初中生時因染上結核而死。躺臥病床時，為了避免傳染給妹妹（菊子）而硬要推開她。

## 出版書籍
| 卷數 | 白泉社         | 白泉社                 | 大然文化   | 大然文化           |
| 卷數 | 發售日期       | ISBN                   | 發售日期   | ISBN               |
| ---- | -------------- | ---------------------- | ---------- | ------------------ |
| 1    | 1992年3月25日  | ISBN 4-592-12241-0     | 1993年9月  | ISBN 957-725-645-7 |
| 2    | 1992年8月25日  | ISBN 4-592-12242-9     | 1993年9月  | ISBN 957-725-646-5 |
| 3    | 1992年12月25日 | ISBN 4-592-12243-7     | 1993年9月  | ISBN 957-725-647-3 |
| 4    | 1993年2月25日  | ISBN 4-592-12244-5     | 1993年9月  | ISBN 957-725-648-1 |
| 5    | 1993年6月25日  | ISBN 4-592-12245-3     | 1994年1月  | ISBN 957-25-0345-6 |
| 6    | 1993年11月25日 | ISBN 978-4-59-212246-3 | 1994年3月  | ISBN 957-25-0346-4 |
| 7    | 1994年3月25日  | ISBN 978-4-59-212247-0 | 1994年7月  | ISBN 957-25-1000-2 |
| 8    | 1994年7月25日  | ISBN 978-4-59-212248-7 | 1994年11月 | ISBN 957-25-1013-4 |
| 9    | 1994年11月25日 | ISBN 978-4-59-212249-4 | 1995年5月  | ISBN 957-25-1642-6 |
| 10   | 1995年2月25日  | ISBN 978-4-59-212250-0 | 1995年7月  | ISBN 957-25-1643-4 |
| 11   | 1995年5月25日  | ISBN 978-4-59-212821-2 | 1995年10月 | ISBN 957-25-1787-2 |
| 12   | 1995年9月25日  | ISBN 978-4-59-212822-9 | 1996年8月  | ISBN 957-25-2356-2 |
| 13   | 1996年1月25日  | ISBN 978-4-59-212823-6 | 1996年10月 | ISBN 957-25-2497-6 |
| 14   | 1996年7月25日  | ISBN 978-4-59-212824-3 | 1997年4月  | ISBN 957-25-2712-6 |
| 15   | 1996年11月25日 | ISBN 978-4-59-212825-0 | 1997年8月  | ISBN 957-25-3069-0 |
| 16   | 1997年3月25日  | ISBN 978-4-59-212826-7 | 1997年10月 | ISBN 957-25-3162-X |
| 17   | 1997年6月25日  | ISBN 978-4-59-212827-4 | 1998年1月  | ISBN 957-25-3355-X |
| 18   | 1997年9月25日  | ISBN 978-4-59-212828-1 | 1998年3月  | ISBN 957-25-3571-4 |

| 冊數 | 白泉社         | 白泉社                 |
| 冊數 | 發售日期       | ISBN                   |
| ---- | -------------- | ---------------------- |
| 1    | 2001年12月14日 | ISBN 978-4-59-288418-7 |
| 2    | 2001年12月14日 | ISBN 978-4-59-288419-4 |
| 3    | 2002年3月15日  | ISBN 978-4-59-288420-0 |
| 4    | 2002年3月15日  | ISBN 978-4-59-288421-7 |
| 5    | 2002年6月14日  | ISBN 978-4-59-288422-4 |
| 6    | 2002年6月14日  | ISBN 978-4-59-288423-1 |
| 7    | 2002年9月13日  | ISBN 978-4-59-288424-8 |
| 8    | 2002年9月13日  | ISBN 978-4-59-288425-5 |
| 9    | 2002年12月13日 | ISBN 978-4-59-288426-2 |
| 10   | 2002年12月13日 | ISBN 978-4-59-288427-9 |

| 冊數 | 白泉社         | 白泉社                 | 東立出版社     | 東立出版社                           |
| 冊數 | 發售日期       | ISBN                   | 發售日期       | ISBN                                 |
| ---- | -------------- | ---------------------- | -------------- | ------------------------------------ |
| 1    | 2010年4月19日  | ISBN 978-4-59-219881-9 | 2022年7月1日   | ISBN 978-957-26-8859-5（首刷附錄版） |
| 2    | 2010年5月19日  | ISBN 978-4-59-219882-6 | 2022年8月11日  | ISBN 978-957-26-8860-1（首刷附錄版） |
| 3    | 2010年6月18日  | ISBN 978-4-59-219883-3 | 2022年9月1日   | ISBN 978-957-26-8861-8（首刷附錄版） |
| 4    | 2010年7月16日  | ISBN 978-4-59-219884-0 | 2022年11月10日 | ISBN 978-957-26-8862-5（首刷附錄版） |
| 5    | 2010年8月19日  | ISBN 978-4-59-219885-7 | 2022年12月12日 | ISBN 978-957-26-8863-2（首刷附錄版） |
| 6    | 2010年9月17日  | ISBN 978-4-59-219886-4 | 2023年1月13日  | ISBN 978-957-26-8858-8（首刷附錄版） |
| 7    | 2010年10月19日 | ISBN 978-4-59-219887-1 | 2023年2月13日  | ISBN 978-957-26-9181-6（首刷附錄版） |
| 8    | 2010年11月19日 | ISBN 978-4-59-219888-8 | 2023年3月13日  | ISBN 978-957-26-9183-0（首刷附錄版） |
| 9    | 2010年12月17日 | ISBN 978-4-59-219889-5 | 2023年4月13日  | ISBN 978-957-26-9185-4（首刷附錄版） |

### 相關書籍
畫集

- 1995年2月發售、ISBN 978-4-59-273123-8


- 1996年12月發售、ISBN 978-4-59-273137-5

導讀手冊

- 2009年8月5日發售、ISBN 978-4-59-219807-9

## 電視動畫

### 製作人員
- 原作 - 羅川真里茂（白泉社花與夢Comics）
- 企畫製作人 - 岩田圭介（TV TOKYO）、大野實（讀賣廣告社）、布川郁司(Studio Pierrot）
- 系列構成 - 富田祐弘
- 人物設計 - 後藤隆幸
- 輔助設計 - 森山雄治、小木曽伸吾、三好和也､、奥田泰弘、橋本秀樹
- 美術監督 - 長崎斉（Studio Wyeth）
- 顏色設計 - 海鉾重信
- 攝影監督 - 沖野雅英（T. Nishimura）
- 編輯 - 松村正宏（JAY FILM）
- 音樂 - 川井憲次
- 音響監督 - 藤山房伸
- 效果 - 野口透（Anime Sound Production）
- 錄音調整 -
- 錄音助手 - 山口貴之
- 錄音工作室 - 中央藝術家工作室
- 錄音製作 -
- 音樂製作人 - 矢野豊
- 音樂製作・協助 - 東芝EMI、TV TOKYO MUSIC
- 動畫製作製片人 - 高見正人（Studio Pierrot）
- 製片人 - 小林教子（TV TOKYO）、木村京太郎（讀賣廣告社）、深草禮子（Studio Pierrot）
- 監督 - 大森貴弘
- 製作 - TV TOKYO、讀賣廣告社、Studio Pierrot
- 劇本 - 富田祐弘､寺田憲史、大橋志吉、柳川茂、橫山雅志
- 演出 - 大森貴弘、高田淳、本田一行、川島宏、石原立也、貞光紳也、鈴木卓夫 其他
- 作畫監督 - 高倉佳彥、林桂子、池田和美、後藤隆幸 其他
- 美術 - 長崎齊、高木佐和子、一色美緒、谷口美智子

### 主題曲
片頭曲
〈B・B・B（Be Bad Boy）〉（第1話 - 第27話）
作詞 - 小橋賢兒 / 作曲・編曲 - 富樫明生 / 歌 - 小橋賢兒（東芝EMI）
〈LOVE AFFAIR〉（第28話 - 第35話）
作詞・作曲 - 佐佐木享 / 編曲 - 守時龍巳&PLATINUM PEPPERS FAMILY / 歌 - Platinum Peppers Family
片尾曲
〈YOU〉（第1話 - 第23話）
作詞 -  / 作曲 - 熊谷幸子 / 編曲 - 熊谷幸子、松任谷正隆 / 歌 - 熊谷幸子（東芝EMI）
（第24話 - 第35話）
作詞 - 梶谷美由紀、 / 作曲・編曲 - 朝本浩文 / 歌 - 梶谷美由紀

### 各話列表
| 話數   | 日文標題 | 中文標題             | 腳本     | 分鏡     | 演出     | 作画監督   | 美術            | 原作                         | 播放日期       |
| ------ | -------- | -------------------- | -------- | -------- | -------- | ---------- | --------------- | ---------------------------- | -------------- |
| 第1話  |          | 我討厭愛哭鬼!!       | 富田祐弘 | 大森貴弘 | 高田淳   | 森山雄治   | 長崎斉          | 第1話                        | 1996年 7月11日 |
| 第2話  |          | 我不需要媽媽!!       | 寺田憲史 | 坂本郷   | 飯島正勝 | 高倉佳彦   |                 | 身為兄長的我 （漫畫1卷收錄） | 7月18日        |
| 第3話  |          | 小正的弟弟?          | 大橋志吉 | 本田一行 | 川島宏   | 林桂子     | 高木佐和子      | 第3話                        | 7月25日        |
| 第4話  |          | 小實亂畫塗鴉         | 柳川茂   | 高田淳   | 高田淳   | 門之園恵美 |                 | 第4話                        | 8月1日         |
| 第5話  |          | 小實喜歡誰!?         | 富田祐弘 | 飯島正勝 | 飯島正勝 | 谷口守泰   | 一色美緒        | 第9話                        | 8月8日         |
| 第6話  |          | 全家去海邊玩         | 大橋志吉 | 石原立也 | 石原立也 | 池田和美   |                 | 第15話                       | 8月15日        |
| 第7話  |          | 怪談．奇妙的小女孩   | 寺田憲史 | 綴爆     | 増尾昭一 | 高木弘樹   | 谷口美智子      | 第16話                       | 8月22日        |
| 第8話  |          | 煙火之夜             | 柳川茂   | 本田一行 | 川島宏   | 林桂子     |                 | 第17話                       | 8月29日        |
| 第9話  |          | 洗濯戰隊泡沫5超人    | 大橋志吉 | 高田淳   | 高田淳   | 高倉佳彦   | 第12話          | 9月5日                       |                |
| 第10話 |          | 小實什麼都能自己來!! | 富田祐弘 | 飯島正勝 | 飯島正勝 | 谷口守泰   | 高木佐和子      | 第8話                        | 9月12日        |
| 第11話 |          | 令人興奮的町內運動會 | 寺田憲史 | 石原立也 | 石原立也 | 池田和美   |                 | 第11話                       | 9月19日        |
| 第12話 |          | 嚇嚇!可怕的妖怪!     | 柳川茂   | 本田一行 | 鈴木卓夫 | 林桂子     | 第21話          | 9月26日                      |                |
| 第13話 |          | 小兔子幸子           | 横山雅志 | 大森貴弘 | 大森貴弘 | 高木弘樹   | 一色美緒        | 第10話                       | 10月10日       |
| 第14話 |          | 園長先生 加油!       | 大橋志吉 | 貞光紳也 | 貞光紳也 | 高木弘樹   | 長崎斉          | 第51話                       | 10月17日       |
| 第15話 |          | 爸爸還是爺爺?        | 横山雅志 | 高田淳   | 高田淳   | 高倉佳彦   |                 | 第13話 - 第14話              | 10月24日       |
| 第16話 |          | 哥哥，趕快好起來     | 富田祐弘 | 石原立也 | 石原立也 | 池田和美   | 第28話          | 10月31日                     |                |
| 第17話 |          | 萬聖節的藤井         | 寺田憲史 | 本田一行 | 鈴木卓夫 | 林桂子     | 谷口美智子      | 第34話                       | 11月7日        |
| 第18話 |          | 男子漢小正含淚的初戀 | 柳川茂   | 綴爆     | 飯島正勝 | 千明ゆり   |                 | 第20話                       | 11月14日       |
| 第19話 |          | 飢餓事件             | 横山雅志 | 貞光紳也 | 貞光紳也 | 後藤隆幸   | 第65話          | 11月21日                     |                |
| 第20話 |          | 哥哥流淚的那一天     | 寺田憲史 | 高田淳   | 高田淳   | 高木弘樹   | 高木佐和子      | 第41話                       | 11月28日       |
| 第21話 |          | 發現聖誕節           | 大橋志吉 | 石原立也 | 石原立也 | 池田和美   |                 | 第5話                        | 12月5日        |
| 第22話 |          | 咦!?爸爸要相親?      | 富田祐弘 | 久米一成 | 鈴木卓夫 | 林桂子     | 一色美緒        | 第2話                        | 12月12日       |
| 第23話 |          | 尿床的祕密           | 富田祐弘 | 石原立也 | 石原立也 | 池田和美   |                 | 第75話                       | 12月19日       |
| 第24話 |          | 回頭的浪子           | 富田祐弘 | 大森貴弘 | 貞光紳也 | 後藤隆幸   | 第22話          | 1997年 1月8日                |                |
| 第25話 |          | 小實要當哥哥了       | 大橋志吉 | 高田淳   | 高田淳   | 高木弘樹   | 谷口美智子      | 第25話                       | 1月15日        |
| 第26話 |          | 加油!?相撲大賽       | 柳川茂   | 本田一行 | 原博     | 林桂子     | 高木佐和子      | 第61話 - 第62話              | 1月22日        |
| 第27話 |          | 超級老奶奶出場!!     | 寺田憲史 | 島美子   | 島美子   | 池田和美   |                 | 第77話                       | 1月29日        |
| 第28話 |          | 勇士小實的大冒險     | 富田祐弘 | 飯島正勝 | 飯島正勝 | 大西貴子   | 第18話          | 2月5日                       |                |
| 第29話 |          | 神神祕秘的情人節     | 大橋志吉 | 綴爆     | 貞光紳也 | 千明ゆり   | 一色美緒        | 第80話                       | 2月12日        |
| 第30話 |          | 小實的紅色小汽車     | 柳川茂   | 島美子   | 島美子   | 池田和美   |                 | 第76話                       | 2月19日        |
| 第31話 |          | 爸爸的時間膠囊       | 横山雅志 | 高田淳   | 高田淳   | 後藤真砂子 | 第32話          | 2月26日                      |                |
| 第32話 |          | 第一次兜風好興奮!!   | 大橋志吉 | 本田一行 | 原博     | 林桂子     | 高木佐和子      | 第33話                       | 3月5日         |
| 第33話 |          | 慌慌張張的腮腺炎     | 柳川茂   | 飯島正勝 | 飯島正勝 | 大西貴子   | 谷口美智子      | 第44話                       | 3月12日        |
| 第34話 |          | 小鳥帖布拉斯基       | 柳川茂   | 綴爆     | 飯島正勝 | 千明ゆり   |                 | 第88話                       | 3月19日        |
| 第35話 |          | 一個人看家的時候     | 富田祐弘 | 高田淳   | 貞光紳也 | 西野理恵   | 第36話 - 第37話 | 3月26日                      |                |

### 影音商品
VHS由萬代影視發行。
| 卷數  | 發售日期       | 收錄話數        |
| ----- | -------------- | --------------- |
| VOL.1 | 1996年11月25日 | 第1話 - 第2話   |
| VOL.2 | 1996年12月18日 | 第3話 - 第6話   |
| VOL.3 | 1997年1月25日  | 第7話 - 第10話  |
| VOL.4 | 1997年2月25日  | 第11話 - 第14話 |
| VOL.5 | 1997年3月25日  | 第15話 - 第18話 |
| VOL.6 | 1997年4月25日  | 第19話 - 第22話 |
| VOL.7 | 1997年5月25日  | 第23話 - 第26話 |
| VOL.8 | 1997年6月25日  | 第27話 - 第30話 |
| VOL.9 | 1997年7月25日  | 第31話 - 第35話 |

## 外部連結
- （日語）